# Curtis Island
Curtis Island ist eine unbewohnte Vulkaninsel im südwestlichen Pazifik. Sie ist von der etwa 500 Meter nordwestlich gelegenen Cheeseman Island durch die Stella Passage getrennt und wie diese Teil der von Neuseeland verwalteten Kermadecinseln. Beide Inseln, zusammen Curtis Islands genannt, befinden sich auf einem sonst etwa 500 Meter unter der Meeresoberfläche liegenden Rücken, der Kermadec Ridge. Die 18,3 bis maximal 24 Meter tiefe Stella Passage weist starke Strömungen auf.

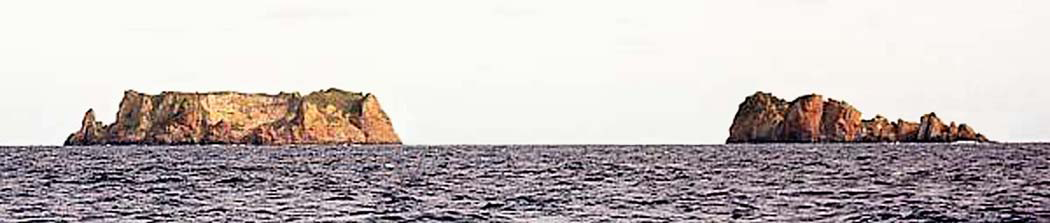
Curtis Island (links) und Cheeseman Island von Norden aus

Curtis Island liegt etwa 35 Kilometer südlich von Macauley Island sowie etwa 150 Kilometer südwestlich der Hauptinsel Raoul. Sie stellt mit einer Landfläche von 0,4 km² die drittgrößte der Kermadecinseln dar und erreicht eine Höhe von 137 Meter über dem Meer. Nahezu der gesamte Nordteil der Insel wird von einem 300 bis 400 Meter langen und etwa 200 Meter breiten Vulkankrater eingenommen, dessen Boden etwa 10 Meter über der Meeresoberfläche liegt. Im Krater sind Fumarolen aktiv. Ausbrüche des Vulkans in historischer Zeit sind nicht bekannt; ob es 1936 und 2009 in der Umgebung der Insel zu submarinen Eruptionen kam, ist unsicher. In den letzten 200 Jahren hat sich die Insel um 18 Meter gehoben. Wegen der Hebung und der aktiven Fumarolen wird Curtis Island als potentiell aktiver Vulkan eingestuft.

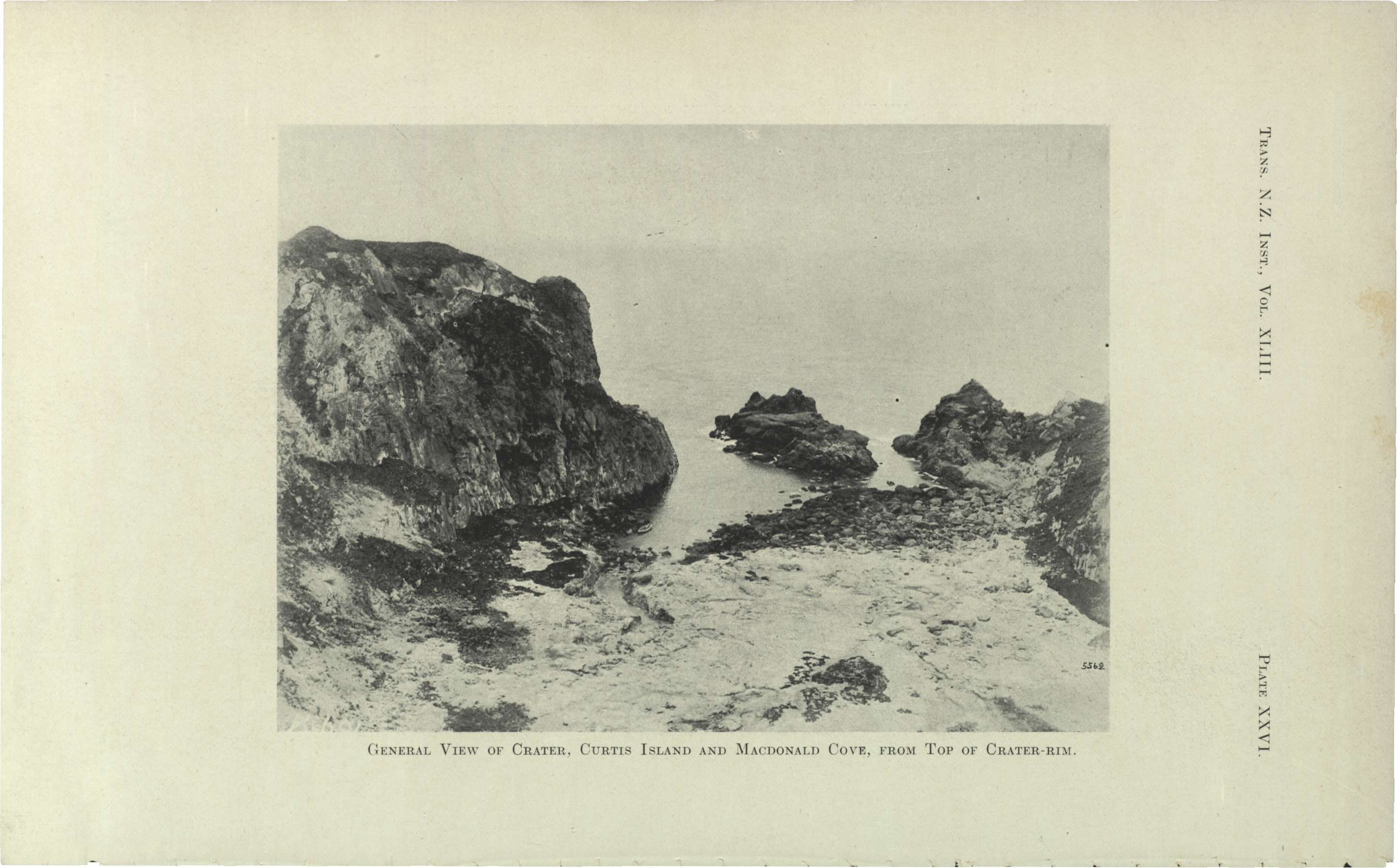
Macdonald Cove im Norden von Curtis Island 1910

Die Macdonald Cove im Norden der Insel war eine Bucht, an der Boote anlanden konnten. Durch die Hebung der Insel ist die frühere Bucht heute trockenes Land.
Benannt ist die Insel nach einem Offizier des britischen Schiffs Lady Penrhyn, von dem aus die Insel Ende der 1780er Jahre entdeckt wurde.
Der Umkreis von 12 Seemeilen um die Insel ist Teil des vom Department of Conservation verwalteten 7450 km² großen Meeresschutzgebietes Kermadec Islands Marine Reserve. Die Insel kann nur mit einer Sondergenehmigung und nur zu wissenschaftlichen Zwecken betreten werden. Sie ist dicht von Seevögeln bevölkert.